# Unger Alajos
Unger Alajos (Nagykanizsa, 1837. május 24. – Budapest, 1910. november 26.), ügyvéd, országgyűlési képviselő, a Pesti Hazai Első Takarékpénztár Egyesület igazgatósági tagja.

## Élete
Római katolikus jómódú polgári családban született. Apja Unger Ferenc (1808–1902), anyja Csacsinovich Lujza (1819–1898) volt. Középiskolai tanulmányait Nagykanizsán és Pesten a piarista gimnáziumban, jogi tanulmányait a budapesti egyetemen végezte. 1858-ban a fővárosi országos főtörvényszéknél kezdett dolgozni, majd a gyakorlati bírói vizsga letétele után, mint törvényszéki segédbíró működött különböző bíróságoknál. 1861-ben ügyvédi vizsgát tett, ezután köz- és váltóügyvédként, 1873 óta a királyi ítélő tábla által megválasztott váltójegyzőként tevékenykedett. Kamarai választmányi tagnak választották. 1878–83-ig a nagykanizsai járás segéd szolgabírájaként dolgozott. A közügyekben 1880. év óta vesz részt, a midőn szülővárosa, Csengerv Antal halála folytán függetlenségi programmal országos képviselőjévé megválasztotta. 1881-ben ismét a nagykanizsai, 1884-től 1892-ig két cikluson keresztül a keszthelyi kerületet képviselte. A függetlenségi pártkör egyik alelnöki tisztségét töltötte be. 1875 óta állandó tagja volt a budapesti ügyvédvizsgáló bizottságnak, 1881-től alelnöke, 1889–95-ig elnöke a budapesti ügyvédi körnek, 1885 óta a fővárosi törvényhatósági bizottságnak.

## Házassága és leszármazottjai
Feleségül vette 1873. május 24-én a pesti Kálvin téri református templomban a református felekezetű nemesi származású Maár Vilma (Kunszentmiklós, 1848. június 16.–Budapest (IV. ker.), 1930. május 4.) kisasszonyt, akinek a szülei nemes Maár Zsigmond, földbirtokos és Takács Zsófia voltak. Unger Alajos és Maár Vilma frigyéből született:
- dr. Ugody Alajos (Budapest, 1874. március 12.–1945.). Neje: Nagy Irén (1904–1995)
- Unger Dezső Leó (Budapest, 1879. február 7.)
- Unger Margit
- Ugody Tibor (Budapest, 1885. január 15.–Voronyezs, 1950.), ezredes. 1.felesége: horogszeghi Szilágyi Erzsébet Antónia Mária Margit (Sopron, 1889. november 7.–Budapest, 1933. július 16.), akinek a második férje, vitéz jákfai Gömbös Gyula (1886–1936), a Magyar Királyság miniszterelnöke lett.[9][10] 2.felesége: Farnos Ida.